# Jan Rumas
Jan Rumas ps. Mirosław (ur. 2 lutego 1916 w Ksanach, zm. 2 września 1979 w Krakowie) – polski działacz ruchu ludowego, nauczyciel, szef wyszkolenia bojowego Okręgu Kielce Batalionów Chłopskich, komendant obwodu Olkusz i obwodu Pińczów tego Okręgu BCh, major.

## Życiorys
Urodził się jako syn rolników Jana i Anny. Przed wybuchem II wojny światowej uzyskał średnie wykształcenie - ukończył Państwowe Seminarium Nauczycielskie w Tarnowie. Odbył służbę wojskową w ramach Szkoły Podchorążych Kawalerii i uzyskał stopień wachmistrza podchorążego.
W czasie agresji niemieckiej na Polskę, służył w 3 Pułku Strzelców Konnych. Został ranny w walkach pod Grodziskiem Dużym 8 września 1939. W lutym 1940 wstąpił do Związku Walki Zbrojnej w Kazimierzy Wielkiej. 15 października tego roku przeszedł do Batalionów Chłopskich i został członkiem komendy obwodu Pińczów tej organizacji. W styczniu 1942 został komendantem obwodu Olkusz. 15 września 1942 objął funkcję szefa wyszkolenia w ramach Komendy Okręgu Kielce BCh. Po 12 listopada 1944, kiedy to zginął dotychczasowy komendant Jan Pszczoła, został komendantem obwodu Pińczów. Brał aktywny udział w akcjach bojowych, sabotażowych i dywersyjnych. Organizował także pomoc dla ludności. Przyczynił się do powstania tzw. Republiki Pińczowskiej współpracując z Armią Krajową i Armią Ludową.
Po zakończeniu wojny był działaczem ZMW „Wici” - prezesem organizacji w Pińczowie w 1945. Był instruktorem Naczelnego Komitetu Wykonawczego PSL skierowanym do Zarządu Wojewódzkiego w Gdańsku. Później pracował w PGR i w spółdzielczości zaopatrzenia i zbytu. Należał do ZSL.

## Awanse
- wachmistrz podchorąży (przed 1939)
- porucznik (rozkazem nr 2 Komendy Głównej BCh z 1 czerwca 1941)
- kapitan (rozkazem nr 8 Komendy Głównej BCh z 15 sierpnia 1943)
- major (rozkazem nr 5 Komendy Głównej BCh z 30 maja 1944)

## Ordery i odznaczenia
- Krzyż Walecznych
- Krzyż Partyzancki